# Wanwan chūshingura
Wanwan chūshingura (わんわん忠臣蔵? ) è un film d'animazione del 1963 diretto da Akira Daikubara.
Pellicola d'avventura comica, tratta dal manga omonimo di Osamu Tezuka. Venne prodotta dalla Toei Company, che lo presentò in contemporanea all'altro suo lungometraggio Ōkami shōnen Ken e lo distribuì in Giappone il 21 dicembre 1963. Soprattutto è noto in quanto, come intercalatore, vi lavorò un giovane Hayao Miyazaki, all'epoca alla sua prima esperienza lavorativa nell'animazione.

## Trama
Rock, un cane randagio, e sua madre, Shiloh, difendono gli animali della foresta dal risentimento e dal male di Killer, una tigre. Shiloh, viene attaccata da una volpe amica di Killer e cade da una scogliera. Rock promette vendetta e va a sconfiggere Killer, ma fallisce. Salvato dagli animali della foresta va in città per cercare aiuto.